# Sepang International Circuit
Sepang International Circuit je motoristický okruh na kterém se od roku 1999 do roku 2017 pořádala Grand Prix Malajsie vozů Formule 1. V současnosti se zde konají další vrcholné podniky automobilového a motocyklového sportu – A1 Grand Prix a MotoGP. Okruh se nachází nedaleko hlavního města Malajsie, Kuala Lumpur.

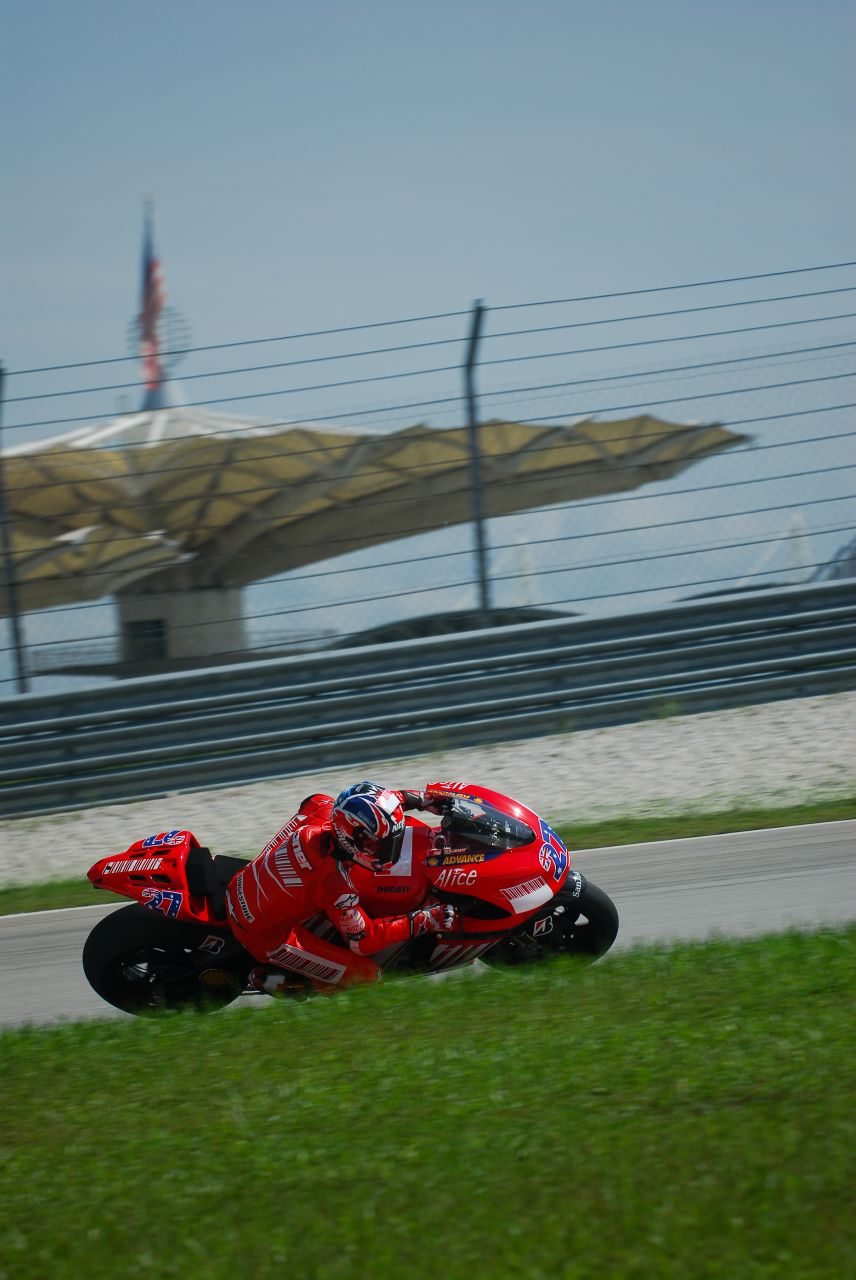
Casey Stoner na Sepangu v roce 2007. Na pozadí je zastřešení hlavní tribuny v podobě lotosového květu.

Okruh v Sepangu se může chlubit vynikajícím vybavením Pit Lane a velmi dobře vybaveným mediálním centrem, právě tak jako úchvatnou hlavní tribunou s vynikajícím vybavením. Okruhu je však vytýkána nerovnost povrchu, tak že to vypadá jako by trať pomalu klesala. To je zřejmě zapříčiněno tím, že trať byla vybudována na místě, kde byly původně mokřiny a močály.
Trať, navržená německým designérem Hermannem Tilkem, je 5,54 km dlouhá a je proslulá svými rychlými zatáčkami a dvěma dlouhými protilehlými rovinkami, které jsou od sebe odděleny ostrou zatáčkou. Na okruhu se navíc mohou jet dva závody najednou. Tzv. severní okruh, který je jednoduše součástí první poloviny okruhu, se na cílovou rovinku vrací za zatáčkou číslo 6 a je 2,71 km dlouhý; a tzv. jižní okruh (2,61 km dlouhý), který je součástí druhé poloviny okruhu a využívá protilehlou rovinku (vedle které jsou boxy) a na hlavní trať se napojuje v zatáčce číslo 8.

## Trať v roce 1999
- Délka okruhu 5 542 m
- Rekord v kvalifikaci – 1:39.688 Michael Schumacher/1999
- Rekord v závodě – 1:40.267 Michael Schumacher/1999

| Rok  | Jezdec       | Konstruktér | Výsledky |
| ---- | ------------ | ----------- | -------- |
| 1999 | Eddie Irvine | Ferrari     | Výsledky |

## Trať od roku 2000
- Délka okruhu 5 543 m
- Rekord v kvalifikaci – 1:32.582 Fernando Alonso/2005
- Rekord v závodě – 1:34.223 Juan Pablo Montoya/2004

| Rok  | Jezdec               | Konstruktér | Výsledky |
| ---- | -------------------- | ----------- | -------- |
| 2000 | Michael Schumacher   | Ferrari     | Výsledky |
| 2001 | Michael Schumacher   | Ferrari     | Výsledky |
| 2002 | Ralf Schumacher      | Williams    | Výsledky |
| 2003 | Kimi Räikkönen       | McLaren     | Výsledky |
| 2004 | Michael Schumacher   | Ferrari     | Výsledky |
| 2005 | Fernando Alonso      | Renault     | Výsledky |
| 2006 | Giancarlo Fisichella | Renault     | Výsledky |
| 2007 | Fernando Alonso      | McLaren     | Výsledky |
| 2008 | Kimi Räikkönen       | Ferrari     | Výsledky |
| 2009 | Jenson Button        | Brawn       | Výsledky |
| 2010 | Sebastian Vettel     | Red Bull    | Výsledky |
| 2011 | Sebastian Vettel     | Red Bull    | Výsledky |
| 2012 | Fernando Alonso      | Ferrari     | Výsledky |
| 2013 | Sebastian Vettel     | Red Bull    | Výsledky |
| 2014 | Lewis Hamilton       | Mercedes    | Výsledky |
| 2015 | Sebastian Vettel     | Ferrari     | Výsledky |
| 2016 | Daniel Ricciardo     | Red Bull    | Výsledky |
| 2017 | Max Verstappen       | Red Bull    | Výsledky |